# Gneu Lol·li
Gneu Lol·li (en llatí Cnaeus Lollius) va ser un magistrat romà del segle i aC.
Era triumviri nocturni junt amb Marc Mulvi i Luci Sextili. En una ocasió es va declarar un incendi a la via Sacra i trigaren a reaccionar, provocant l'extensió del foc. Van ser acusats pels tribuns del poble per negligència i sotmesos a judici, segons Valeri Màxim. La data d'aquests esdeveniments no s'indica.